# Manuel Abella
Manuel Abella (Pedrola, 9 d'abril de 1763 - 1817) va ser un historiador i numismàtic aragonès, acadèmic de la Reial Acadèmia de la Llengua.

## Biografia
Va començar els seus estudis en el Col·legi de les Escoles Pies de Saragossa i va cursar Filosofia a la Universitat, la càtedra de la qual va regentar un any per malaltia i absència del propietari. Va estudiar quatre anys de Teologia i es va dedicar enterament a la Jurisprudència, sent el primer que va defensar conclusions públiques sobre dret natural públic, etc., a la Universitat de Saragossa.
Unida la família d'Abella per antics llaços d'amistat amb el Duc de Villahermosa, va passar a la cort per arreglar l'arxiu d'aquell personatge: va freqüentar les acadèmies que existien en la cort i va formar el nou pla dels seus estudis, els quals va completar amb els de Paleografia, Antiquària, Numismàtica i Diplomàtica.
Va tenir al seu càrrec la cura de la rica i selecta Biblioteca de l'últim Duc de Villahermosa, perfeccionant així els seus coneixements biogràfics. Seguint el mètode de Fabricio, va treballar en una Biblioteca llatina de tots els autors que contenia la del Duc.
En 1795 va ser autoritzat pel rei per reconèixer tots els arxius i biblioteques d'Espanya i reunir els escriptors coetanis de la seva història i formar una col·lecció diplomàtica el més completa possible. A fi d'aquest any va imprimir el llibre Noticia y plan de un viaje literario para reconocer archivos y formar la Colección Diplomática de España. Per correspondre a la confiança que el Ministeri li dispensava va formar un Índice de escritores MSS., que tratan de nuestra historia y de las bibliotecas en que se hallan. Va reconèixer l'Arxiu de Monserrate de Madrid. Va passar a El Escorial, on va estar prop de dos anys copiant quant podia ser útil a la seva vasta obra. Vuit mesos va estar a Barcelona, on va registrar l'Arxiu de la Corona d'Aragó, reunint després de tant treball en 34 toms moltes estimables antiguitats de la nostra història des dels segles remots.
La seva preocupació per la numismàtica es demostra en els seus treballs sobre monedes medievals castellanes.

## Obres
- El Cronicón de Isidoro Pacense, ilustrado con notas históricas y varias observaciones.
- Disertación sobre los Monasterios Dúplices o Mixtos que hubo en España, llegida en la Reial Acadèmia de la Història quan va prendre possessió de plaça d'acadèmic.
- Cronología de los Mahometanos en España desde su entrada hasta fin del siglo VIII.
- Per comissió de la Reial Acadèmia de la Història va treballar la major part dels Articles del Diccionari Geogràfic-Històric del Regne de Navarra, molts de la Província de Guipúscoa i del Regne d'Aragó.
- Diverses Memòries breus sobre la Paleografia i Diplomàtica Espanyola.
- Razón de las monedas de Castilla en tiempos de Alfonso VIII